# Boehmeria cylindrica
Boehmeria cylindrica är en nässelväxtart som först beskrevs av Carl von Linné, och fick sitt nu gällande namn av Olof Swartz. Boehmeria cylindrica ingår i släktet Boehmeria och familjen nässelväxter. Inga underarter finns listade i Catalogue of Life.

## Bildgalleri

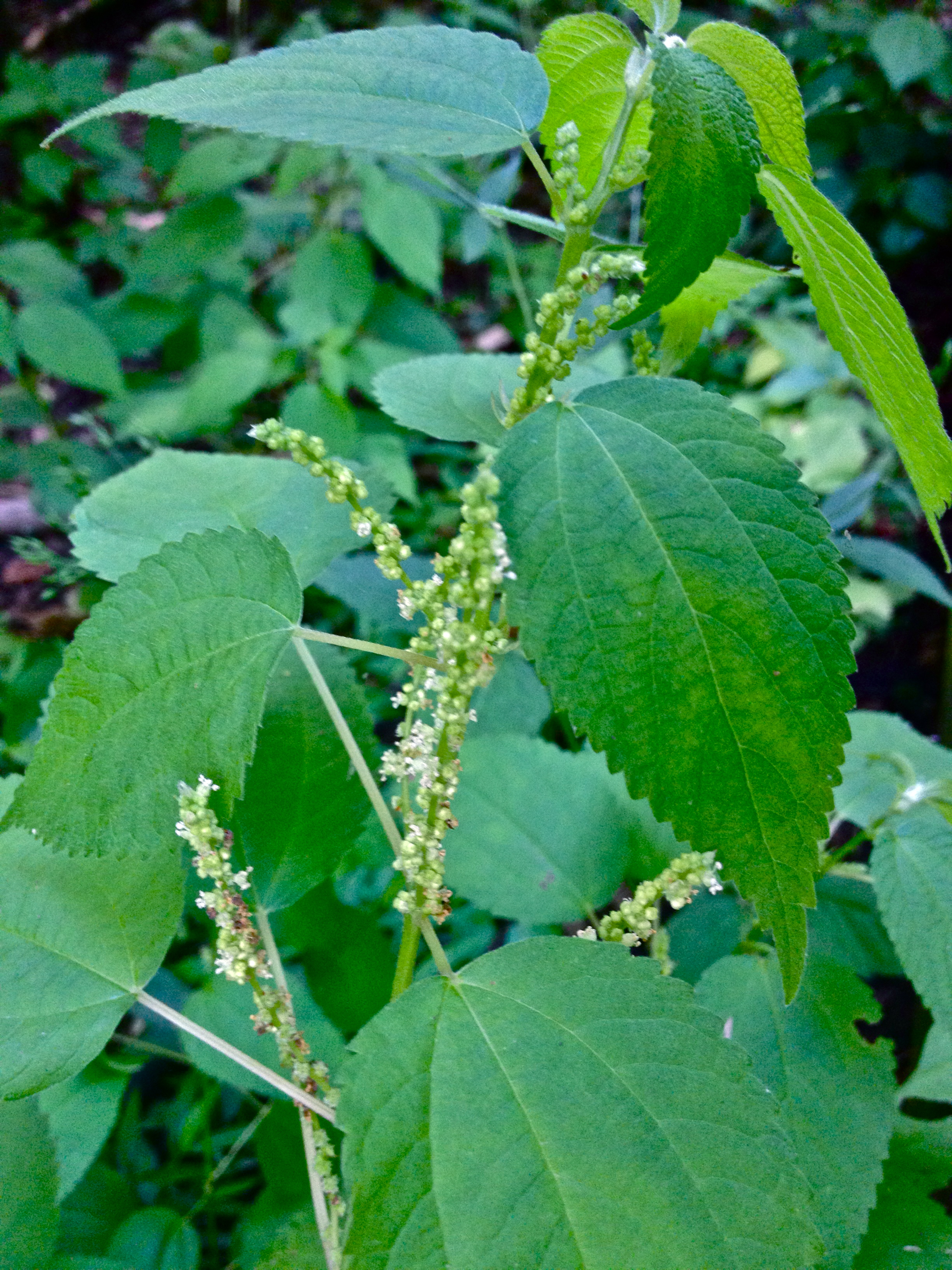
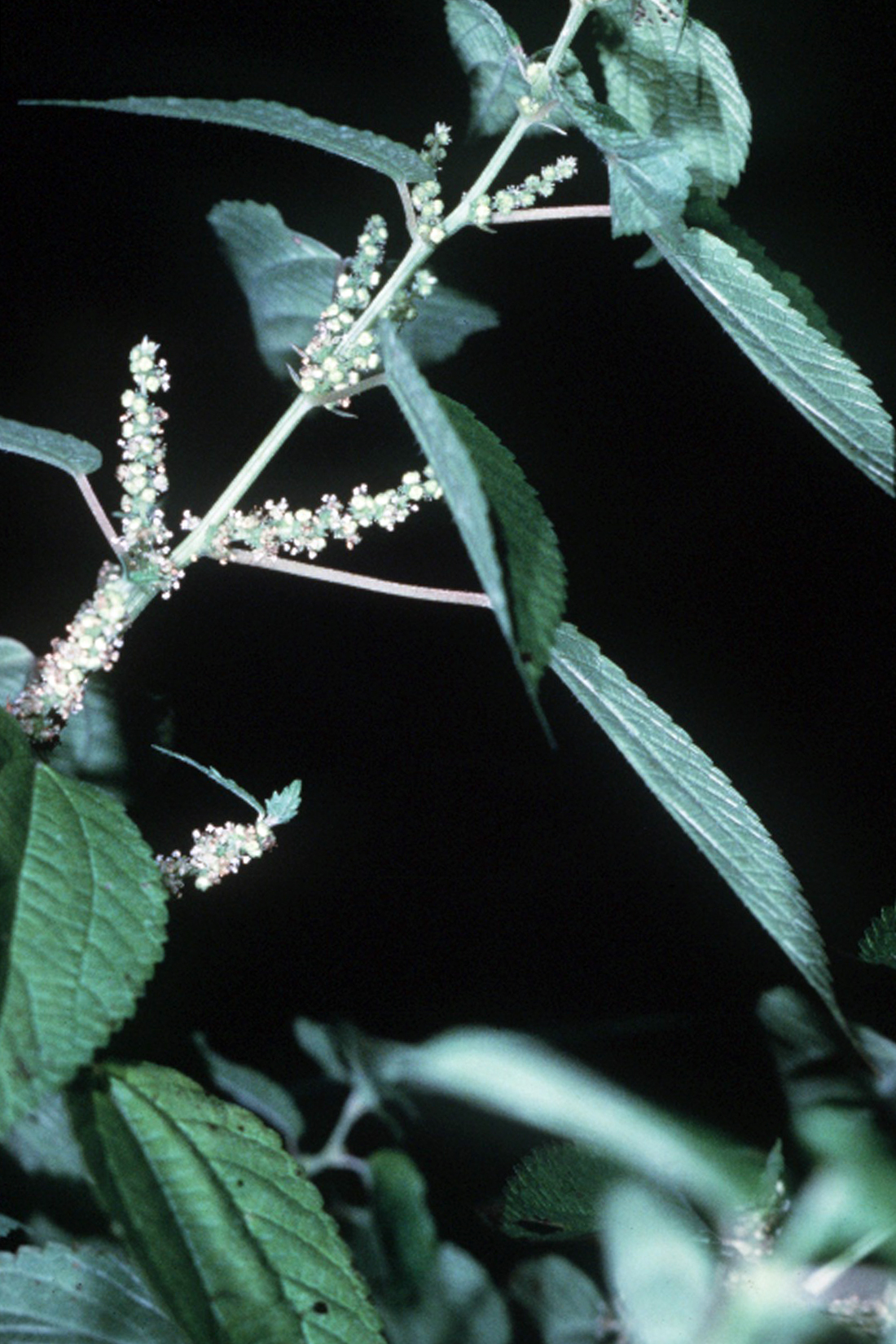